# ディリクレ境界条件
ディリクレ境界条件（ディリクレきょうかいじょうけん）あるいは第1種境界条件は、微分方程式における境界条件の一つの形状であり、境界条件上の点の値を直に与えるものである。
より厳密に言うと、y に関する微分方程式で、ディリクレ境界上の点の集合を Ω としたときに、Ω に含まれる点 x があれば
{\displaystyle y(x)=f(x)}
という形で表現できるような境界条件である。
例えば、偏微分方程式
{\displaystyle {\frac {\partial y}{\partial x}}=y}
において、一般解は
{\displaystyle y=ae^{x}}
となるが、ディリクレ条件として y(0) = 1 とすると、
{\displaystyle y=e^{x}}
という解が得られる。
なお、一つの偏微分方程式において、ディリクレ条件以外の境界条件とディリクレ条件を併用して設定することも珍しくない。ただし、少なくともディリクレ条件と同等となる点が1つ以上存在しない場合は、微分方程式の解が決定されない。